# توفوکو-جی
توفوکو-جی (東福寺) یک معبد بودایی از شاخه رینزایی-ذن و Fuke ذن، مکتب توفوکو-جی است که در ۱۲۳۶ در کیوتو ژاپن ساخته شد. این معبد نامش را از دو معبد در نارا (ژاپن) گرفته‌است، معبد تودای‌جی و کوفوکو-جی (Kōfuku-ji).

## نگارخانه

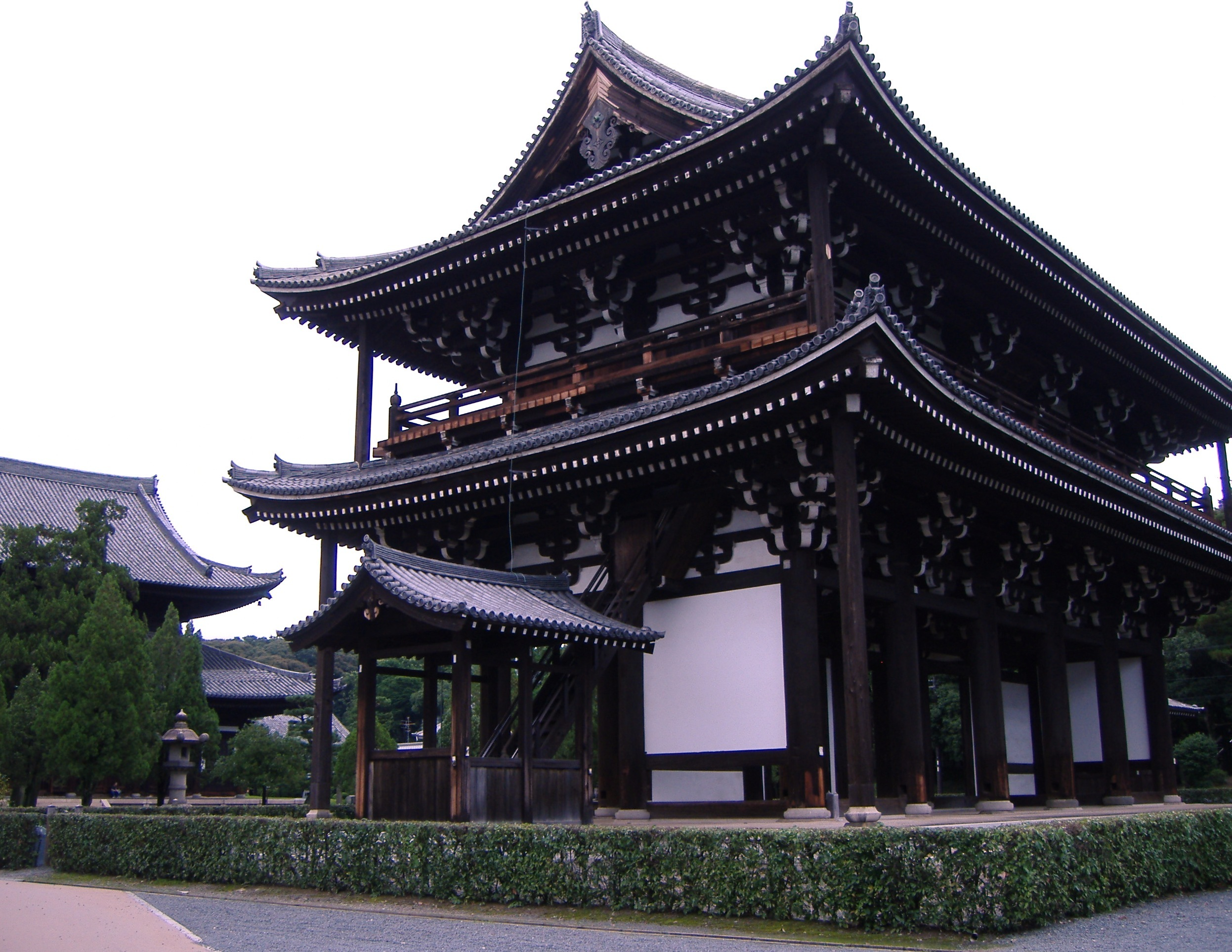
در اصلی، نمای جانبی
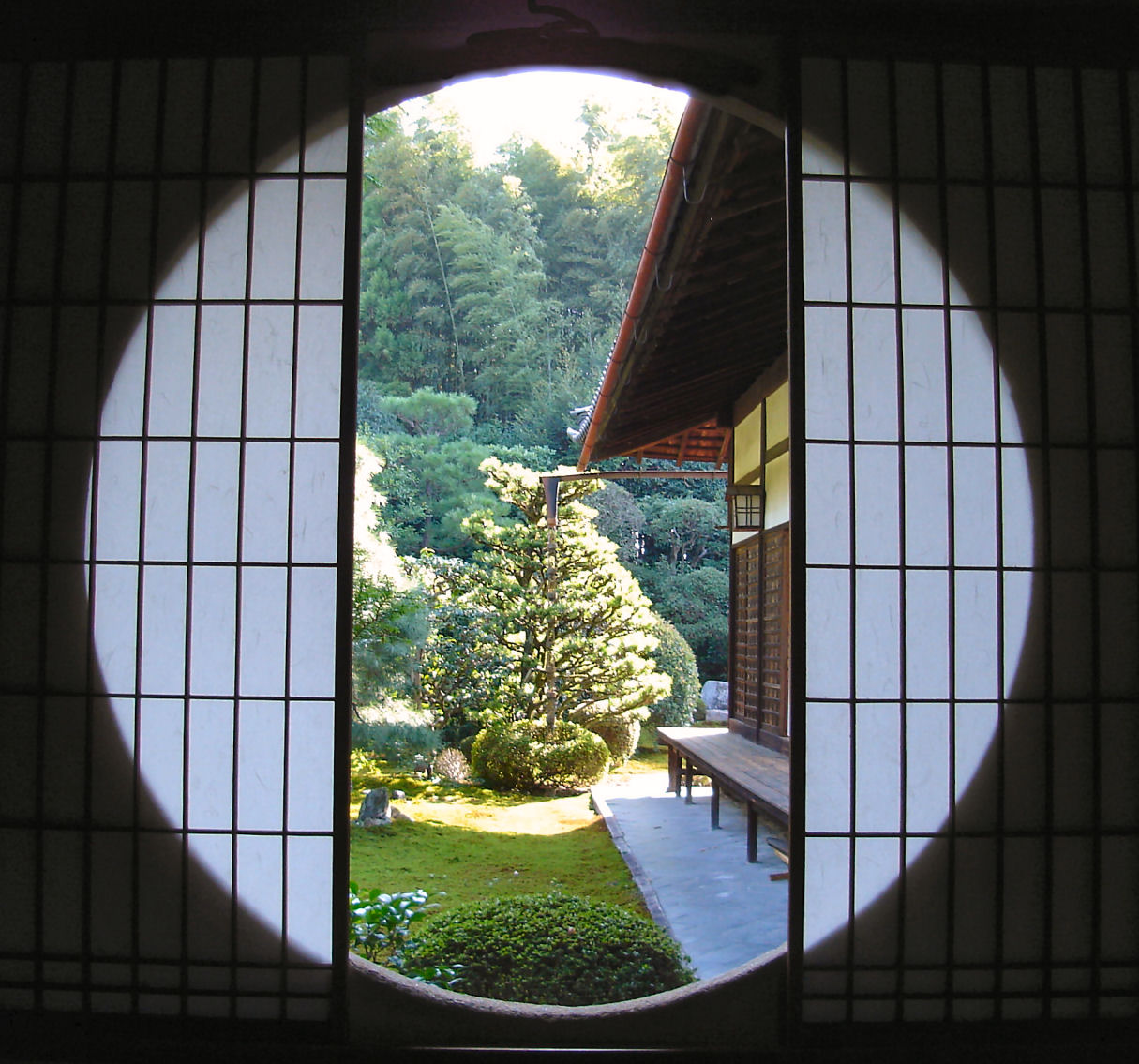
نما از ورودی
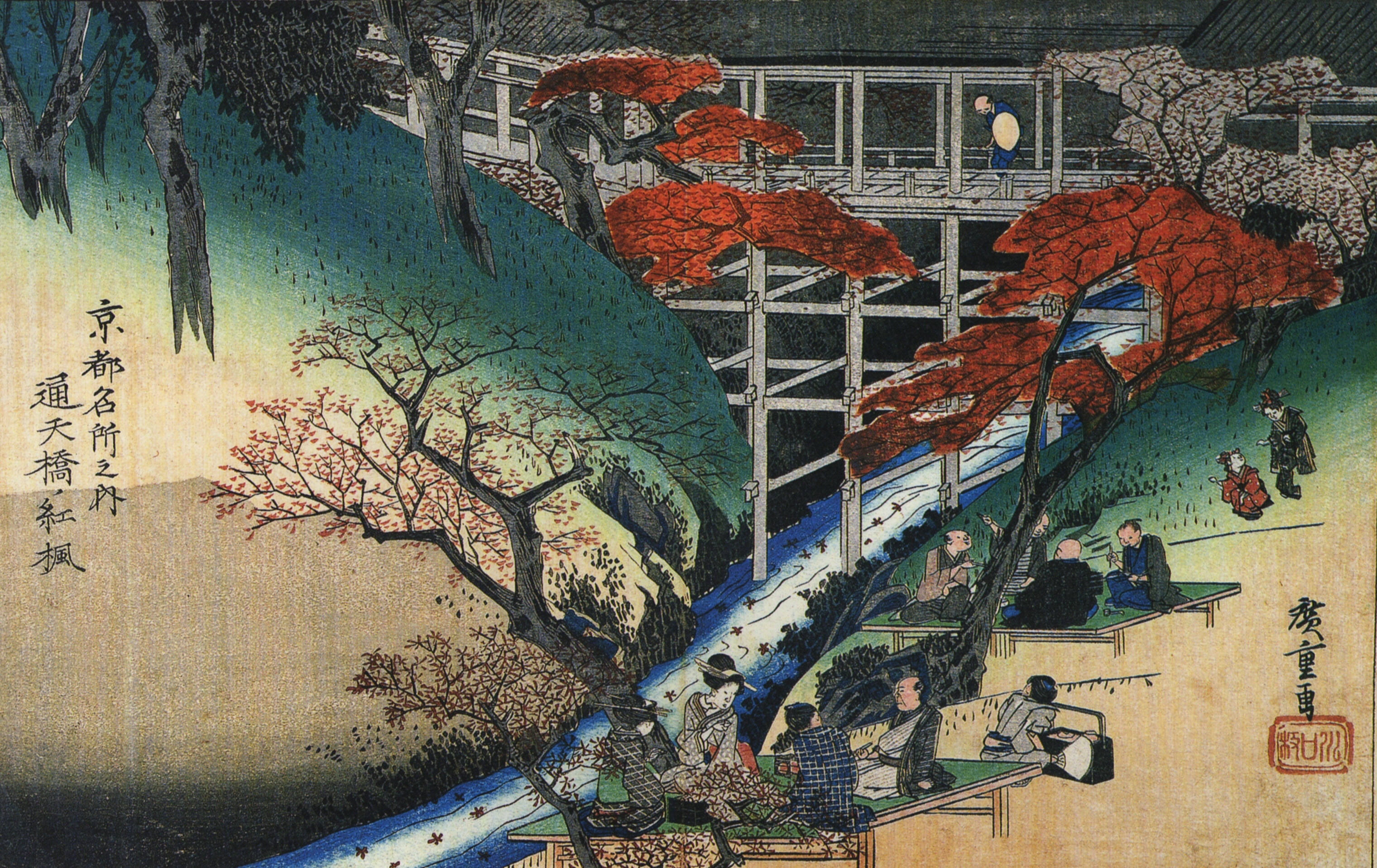
طراحی پل Tsūten-kyō , اثر هیروشیگه
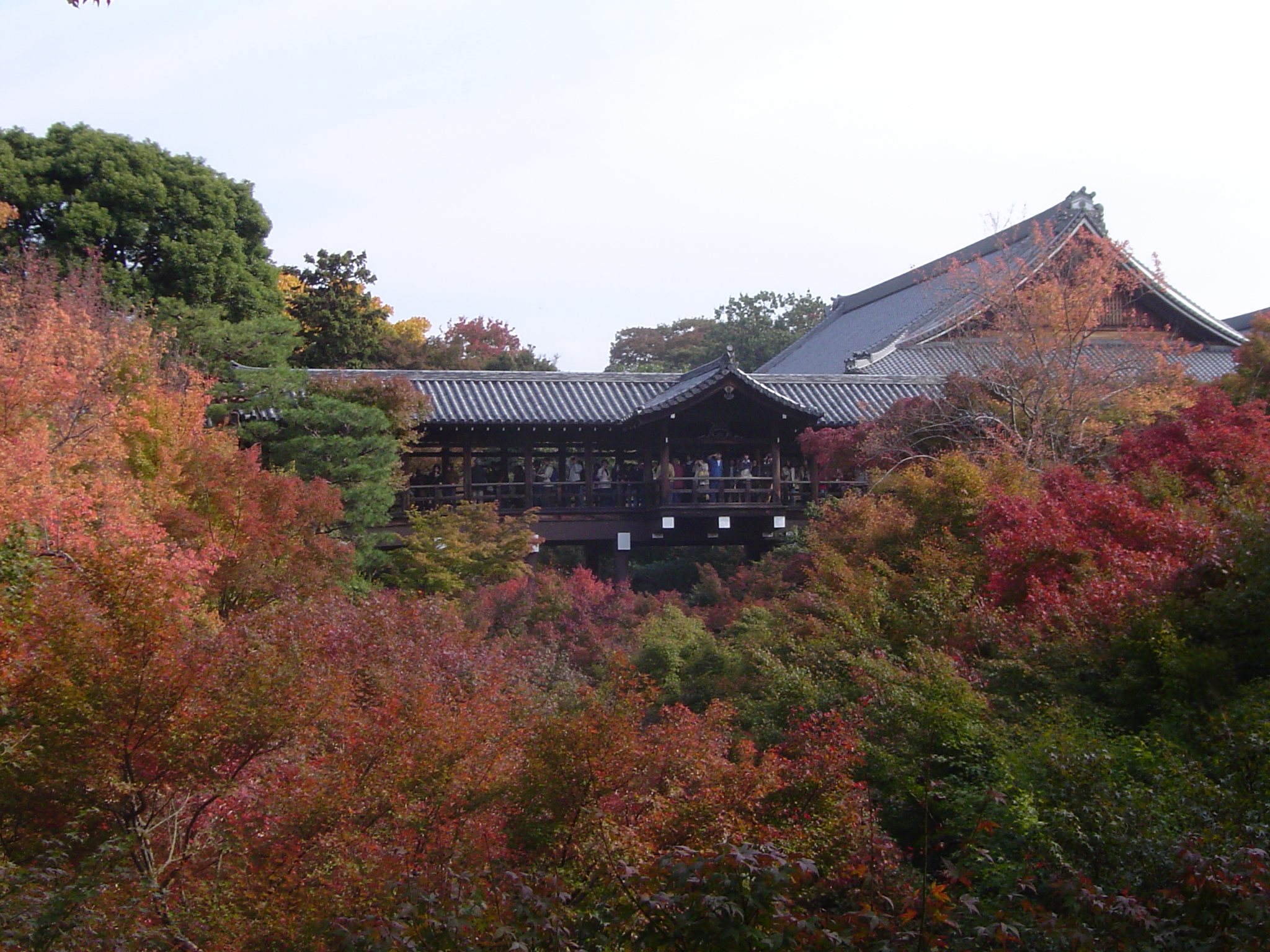
پل Tsuten-kyō در پاییز
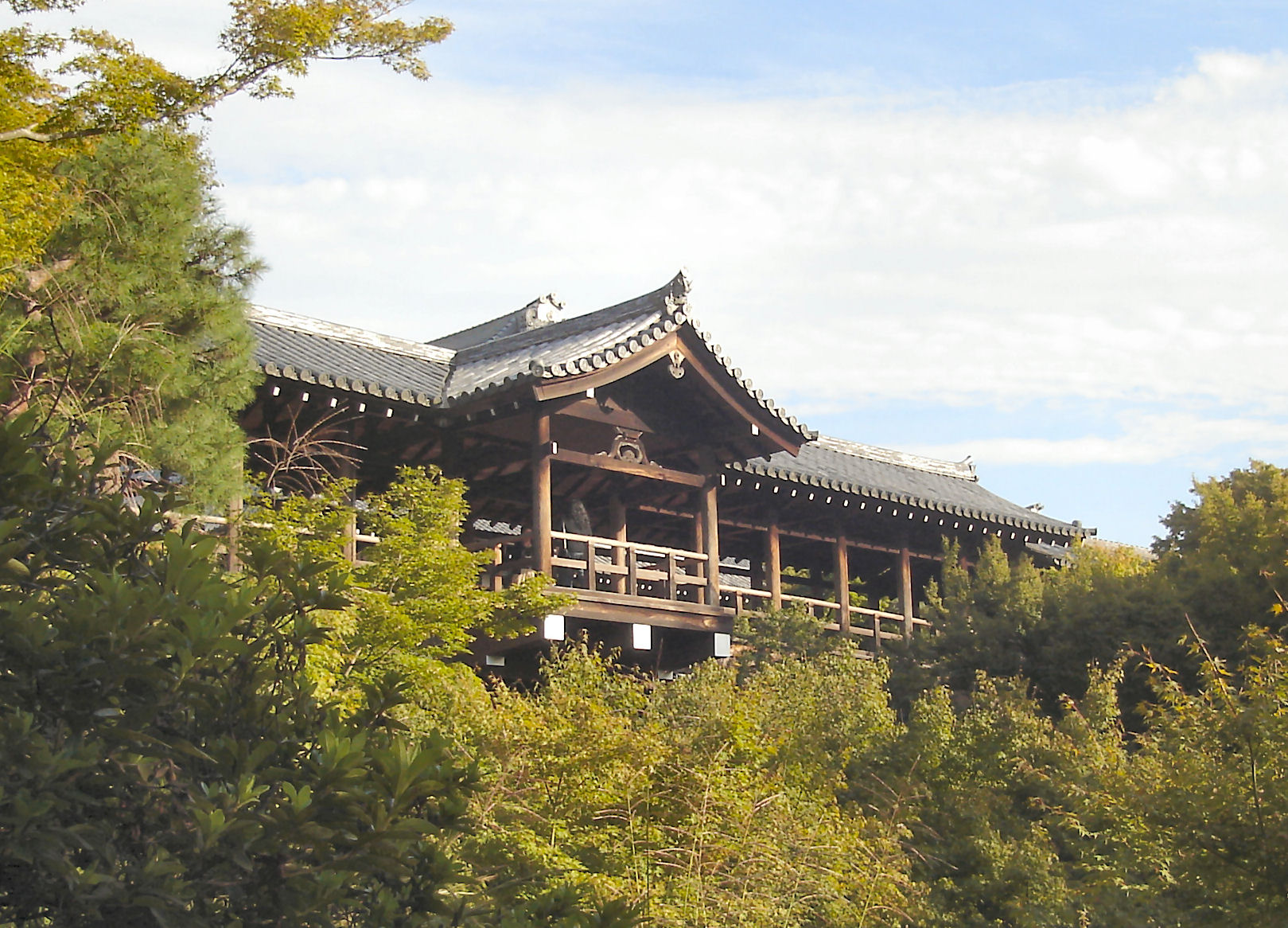
Tsūten-kyō
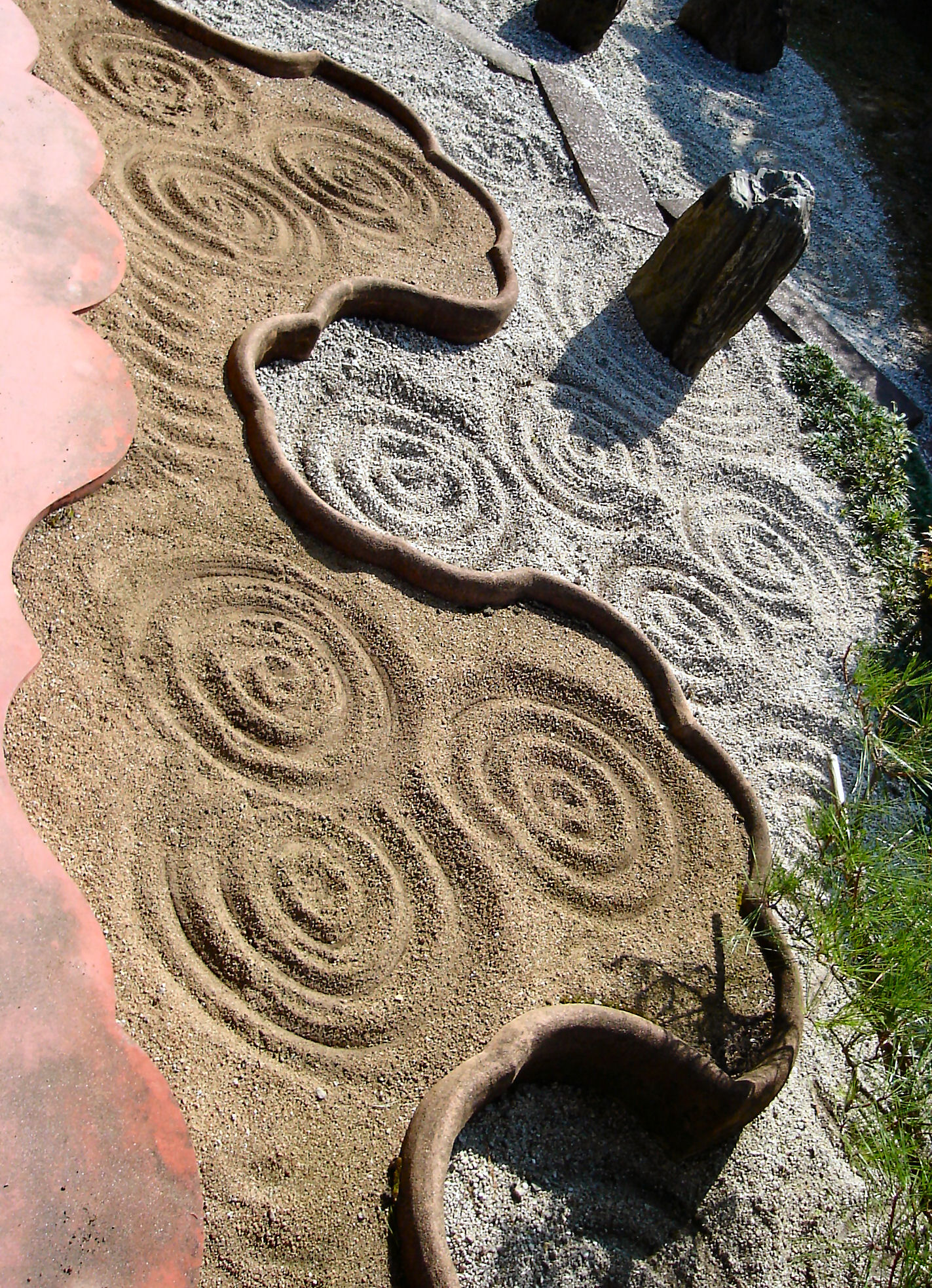
باغ ذن در Reiun-in
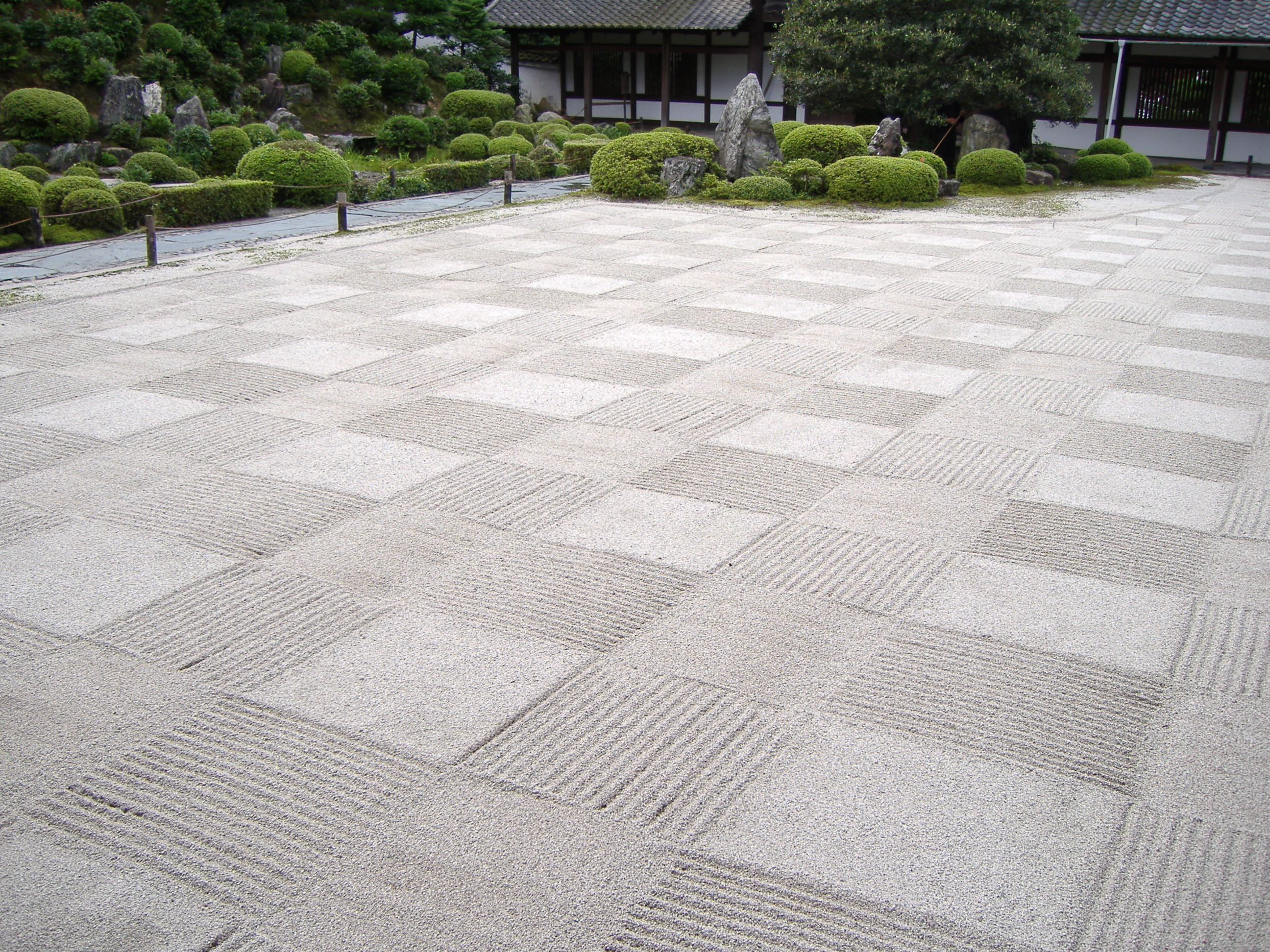
باغ در Kaizandō
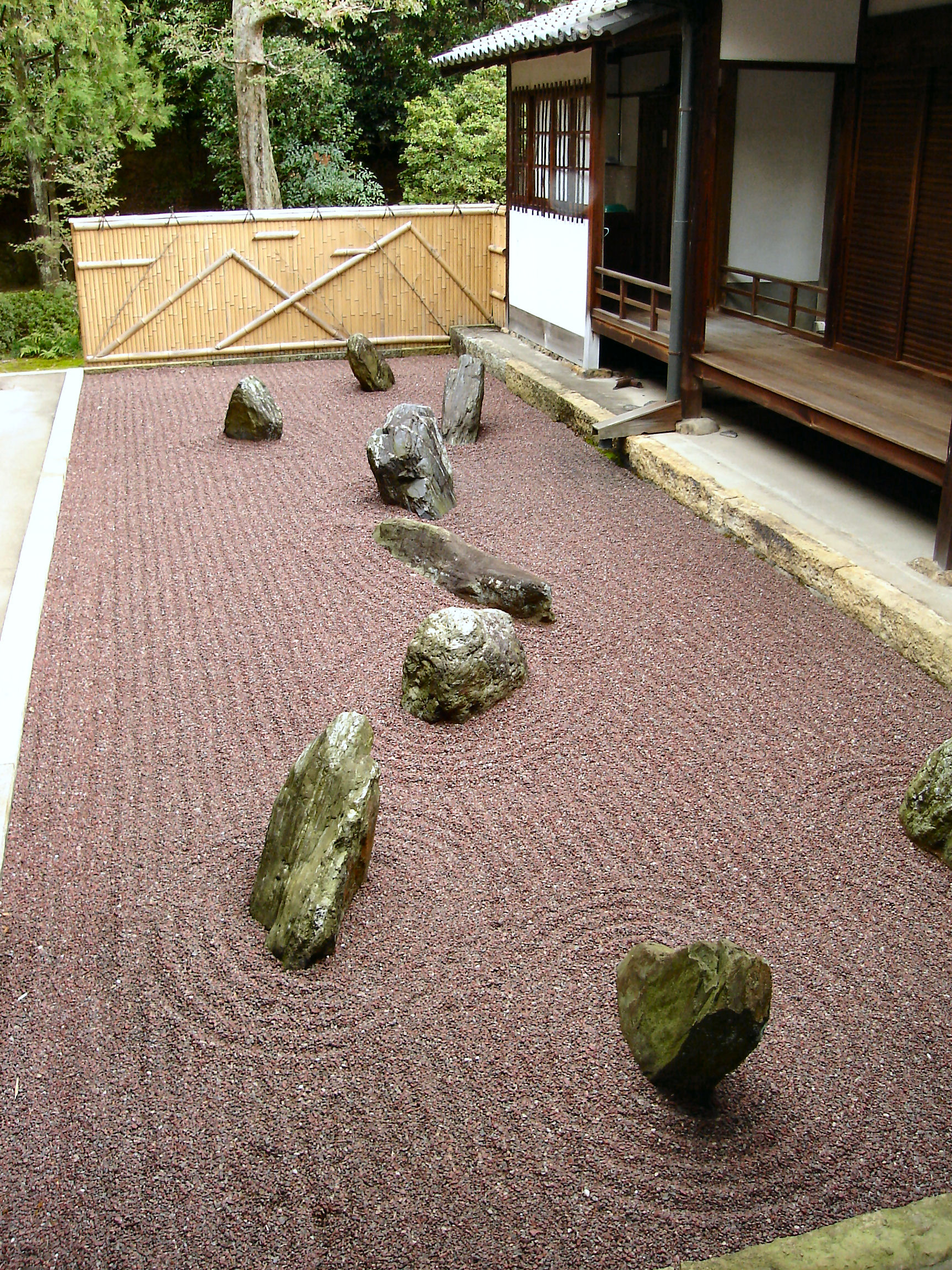
باغ در Ryoginan-tōtei
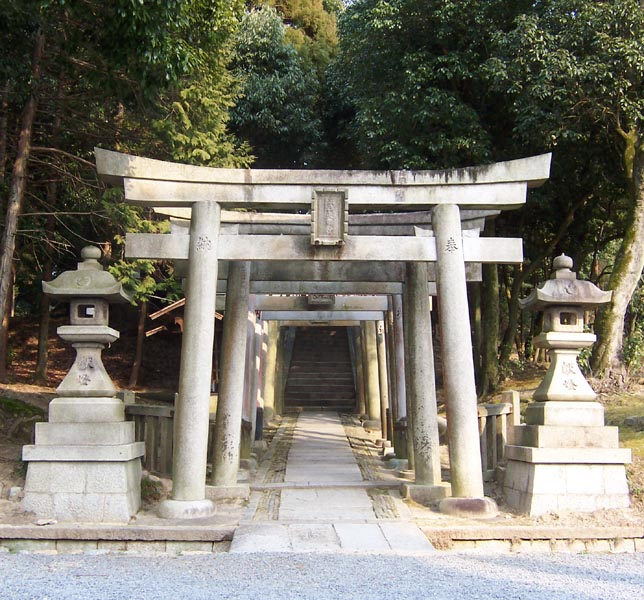
دروازه‌های توریی به پلکان باز می‌شوند
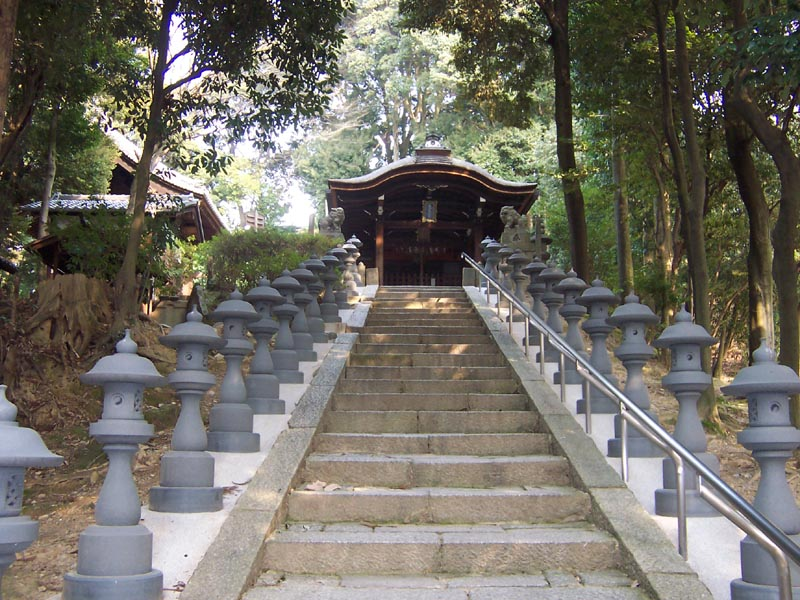
پلکان
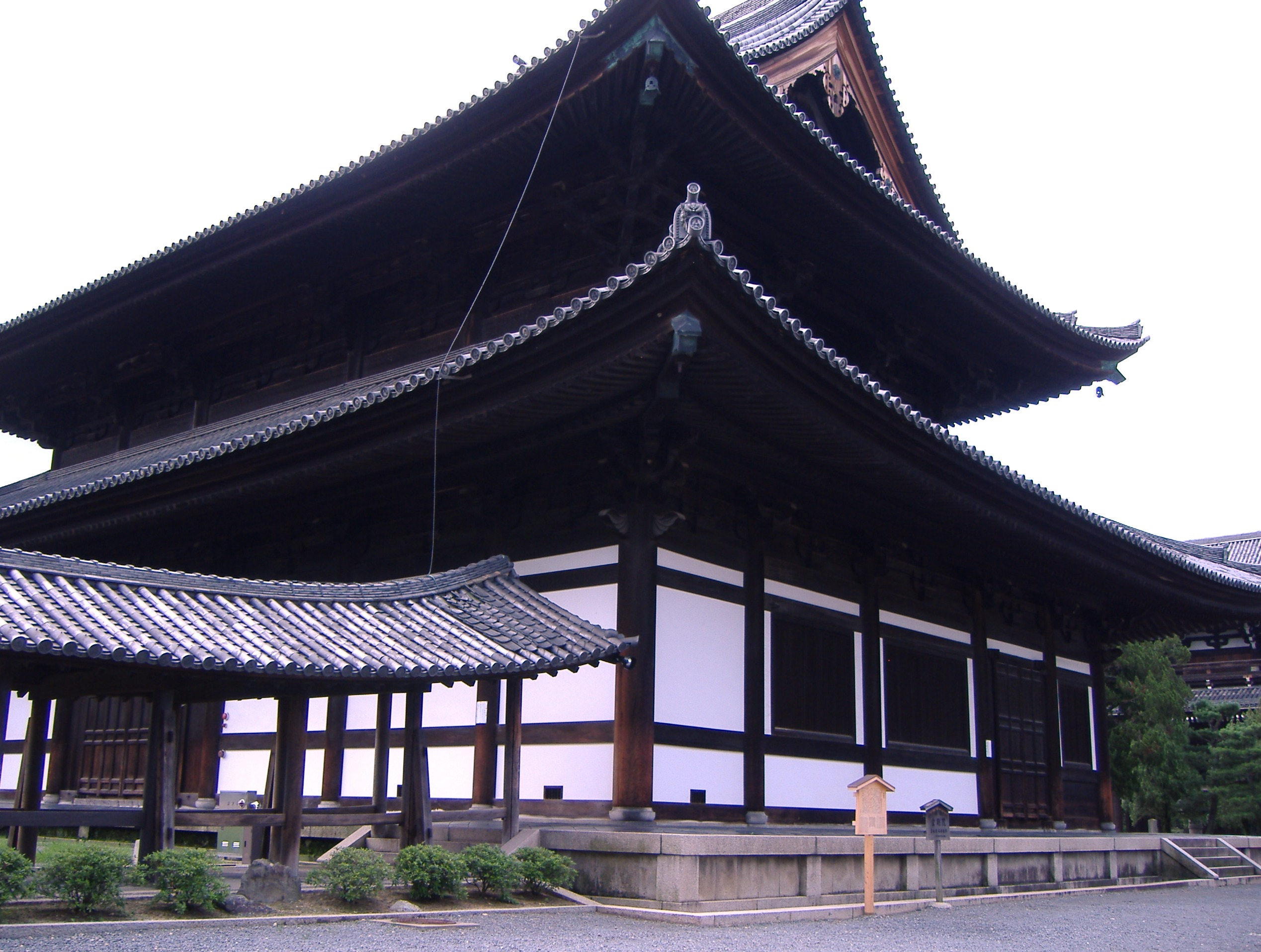
سالن اصلی
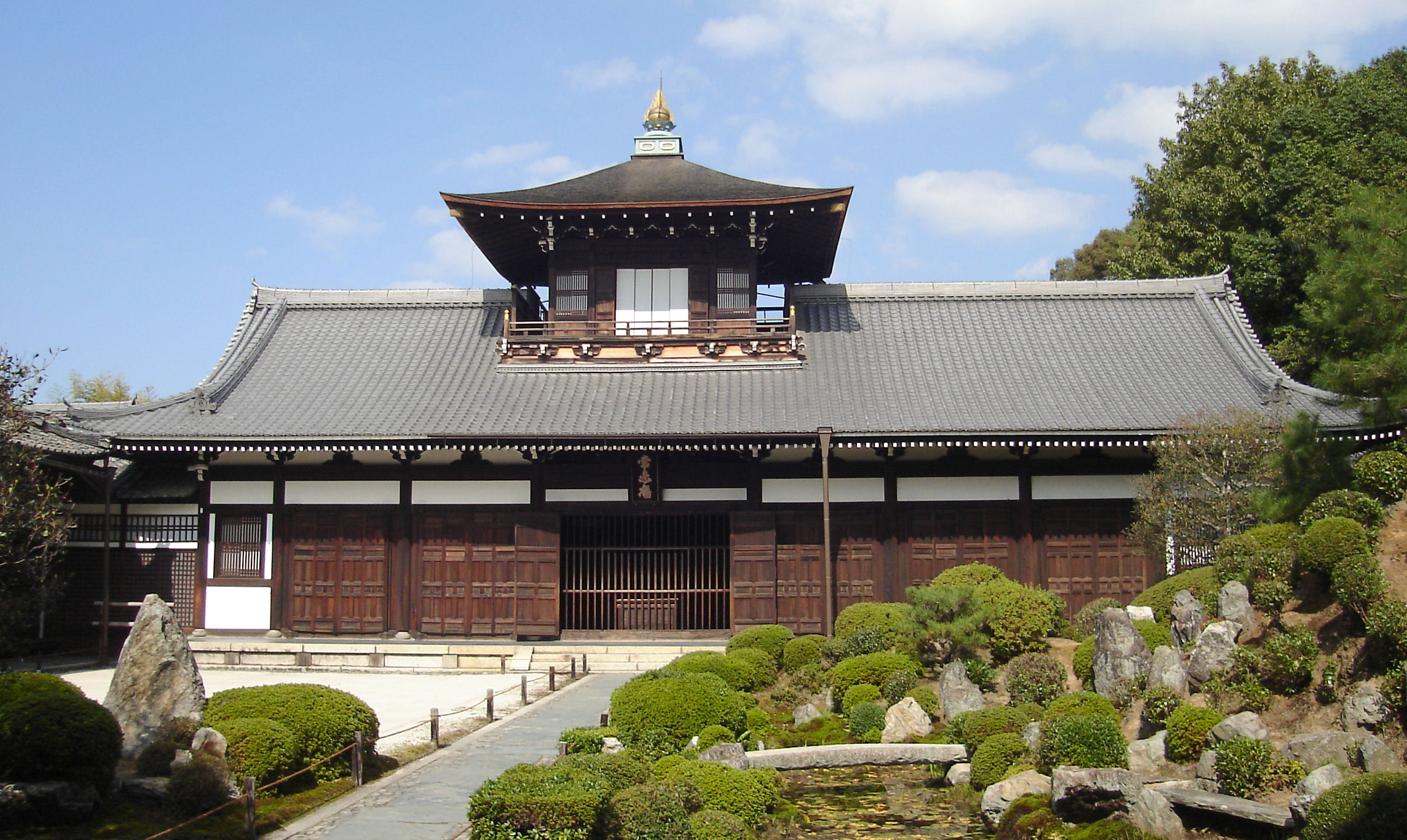
Kaizandō